# Treasure Act 1996
Der Treasure Act 1996 ist ein Act of Parliament, der den Umgang mit Schatzfunden in England, Wales und Nordirland regelt. Er verpflichtet Finder von Gegenständen, die der gesetzlichen Definition von Schatz entsprechen, diese innerhalb von 14 Tagen dem örtlichen Coroner zu melden. Eine offizielle Untersuchung unter der Leitung des Coroners entscheidet, ob es sich bei dem Fund um einen Schatz handelt oder nicht. Wenn entschieden wird, dass es sich um einen Schatz handelt, dann muss der Finder den Fund einem Museum zum Kauf anbieten. Der Kaufpreis wird vom unabhängigen Treasure Valuation Committee bestimmt. Nur wenn das Museum den Kauf ablehnt oder nicht in der Lage ist den Fund zu erwerben, darf der Finder ihn behalten.

## Definition
Schatz wird vom Gesetz definiert als:
- Alle Münzen aus demselben Hort. Als Hort werden zwei oder mehr Münzen definiert, die bei ihrem Fund mindestens 300 Jahre alt sind. Wenn sie weniger als 10 % Gold oder Silber enthalten, dann müssen mindestens zehn Münzen im Hort sein, um als Schatz anerkannt zu werden.
- Zwei oder mehr urgeschichtliche unedle Metallobjekte in Verbindung miteinander.
- Jeder Einzelfund, der keine Münze ist, mindestens 300 Jahre alt ist und mindestens 10 % Gold oder Silber enthält.
- Damit verbundene Funde: jedes Objekt jeden Materials, das am selben Ort gefunden wird oder das in Verbindung zu einem anderen Objekt steht, dass als Schatz klassifiziert wurde.
- Gegenstände, die aus Gold oder Silber sind und die weniger als 300 Jahre alt sind, die bewusst versteckt wurden, um sie später zu bergen und deren Besitzer oder Erben nicht bekannt sind.

Der Treasure Act erlaubt es eine Belohnung festzusetzen, die bis zur Höhe des Marktwertes des Fundes reicht. Die Belohnung muss zwischen dem Finder und dem Landbesitzer oder offiziellen Landnutzer geteilt werden. Die Höhe der Belohnung und wie sie aufzuteilen ist, wird vom Treasure Valuation Committee festgelegt.
Alle Funde, die nicht als Schatz anerkannt werden, werden nach dem Portable Antiquities Scheme behandelt.

## Schottland
Das Gesetz gilt nicht in Schottland, wo Schatzfunde nach dem Scots Common Law der „bona vacantia“ („Gegenstände ohne Besitzer“) behandelt werden.

## Funde, die unter den Treasure Act 1996 fallen
- Depotfund von Harrogate
- Schatz von Silverdale
- Schatz von Staffordshire
- Leekfrith Torques